# Lance Kinsley
Lance Kinsey (Calgary 13 juni 1954) is een Canadees acteur. Hij was in 1982 voor het eerst te zien op het witte doek als plastisch chirurg in de actiekomedie Things Are Tough All Over. Sindsdien speelde hij onder meer de langzaam van begrip zijnde Proctor in zowel Police Academy 2: Their First Assignment, Police Academy 3: Back in Training, Police Academy 4: Citizens on Patrol, Police Academy 5: Assignment: Miami Beach als Police Academy 6: City Under Siege.

## Filmografie
*Exclusief televisiefilms
- Bibliothèque nationale de France: cb14193707t (data)
- International Standard Name Identifier: 0000 0000 1082 627X
- SNAC: w60h6g93
- Virtual International Authority File: 5142581